# Винер, Ирина Александровна
Ири́на Алекса́ндровна Ви́нер (c 1992 по 2022 г. — Ви́нер-Усма́нова; род. 30 июля 1948, Самарканд) — советский и российский тренер по художественной гимнастике, педагог, доктор педагогических наук, профессор. Президент Всероссийской федерации художественной гимнастики (2008—2024), в прошлом — вице‑президент технического комитета по художественной гимнастике Международной федерации гимнастики (FIG). Главный тренер сборной России по художественной гимнастике (2001—2025).
Герой Труда Российской Федерации (2015), заслуженный работник физической культуры РФ (1997). Член Высшего совета политической партии «Единая Россия». Полный кавалер ордена «За заслуги перед Отечеством».

## Биография
Ирина Александровна Винер родилась 30 июля 1948 года в Самарканде Узбекской ССР. Родители — Александр Ефимович Винер (художник) и Зоя Зиновьевна Винер (врач).
С 11 лет занималась художественной гимнастикой в Ташкенте под руководством тренеров Лилии Петровой и Элеоноры Сумароковой. Трижды была чемпионкой Узбекистана по художественной гимнастике.
В 1965 году Ирина Винер окончила с серебряной медалью среднюю школу № 110 в Ташкенте, в 1969 году — Узбекский государственный институт физической культуры в Ташкенте, где получила высшее физкультурное образование.
Работала в Ташкенте в республиканской специализированной детско‑юношеской спортивной школе олимпийского резерва. С 1972 года по 1992 год работала тренером сборной команды Ташкента по художественной гимнастике и сборной команды Узбекистана по художественной гимнастике.
В 1973 году в Ташкенте, будучи в первом браке, родила сына Антона.
В 1992 году вышла замуж за предпринимателя Алишера Усманова. В начале 1980-х годов, ещё находясь в заключении, Алишер послал Ирине Винер платок, что по узбекскому обычаю означает предложение руки и сердца.
С 1992 года Ирина Винер проживает в Москве и работает главным тренером Центра олимпийской подготовки, а с 2001 года являлась главным тренером сборной России по художественной гимнастике.
В 2003 году в Национальном государственном университете физической культуры, спорта и здоровья имени П. Ф. Лесгафта в Санкт-Петербурге защитила кандидатскую диссертацию на тему «Подготовка высококвалифицированных спортсменок в художественной гимнастике», стала кандидатом педагогических наук.
С 2008 года Ирина Винер — президент Всероссийской федерации художественной гимнастики. Переизбрана в 2016 году и в декабре 2020 года. 1 октября 2024 года покинула пост ВФХГ в связи с объединением в одну организацию — Федерацию гимнастики России.

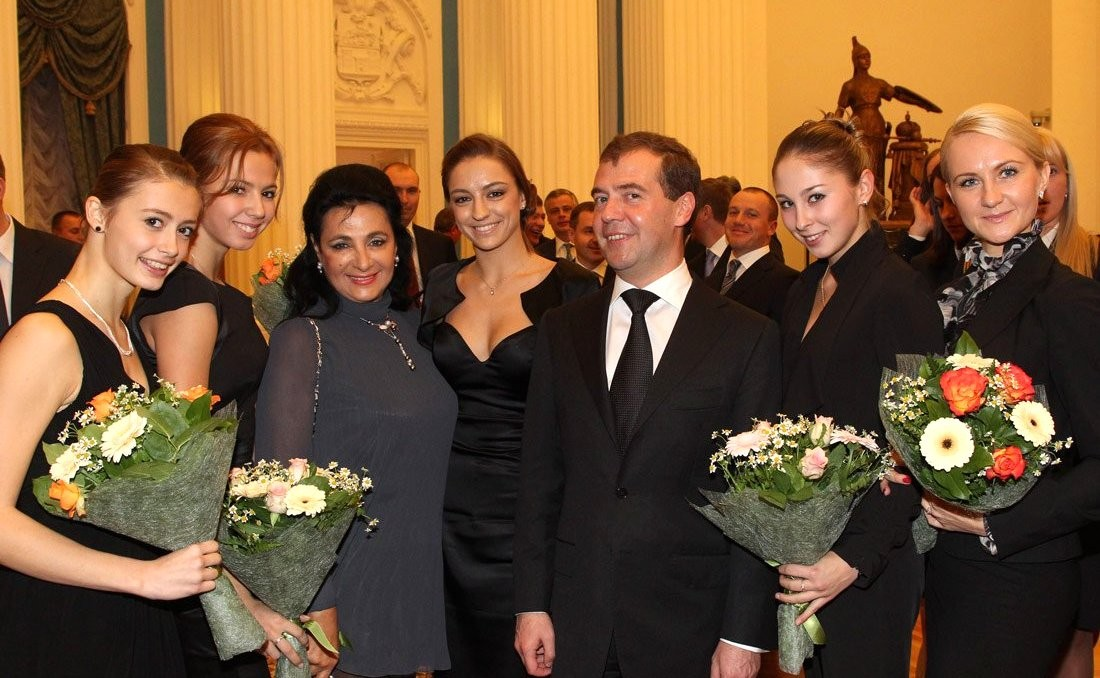
Ирина Винер-Усманова (3-я слева), Дмитрий Медведев, спортсменки — победители чемпионатов мира и Европы 2010 года (слева направо: Яна Луконина, Дарья Дмитриева, Евгения Канаева, Дарья Кондакова и тренер Анна Шумилова)
17 ноября 2010 года

Как тренер она подготовила целый ряд известнейших гимнасток, среди них: заслуженные мастера спорта — серебряный призёр Игр XXVI Олимпиады Я. Батыршина; победительница Игр XXVII Олимпиады Ю. Барсукова; бронзовый призёр Игр XXVII Олимпиады и победительница Игр XXVIII Олимпиады А. Кабаева; серебряный призёр Игр XXVIII Олимпиады И. Чащина; победительница Игр XXIX и Игр XXX Олимпиады Е. Канаева; серебряный призёр Игр XXX Олимпиады Д. Дмитриева; победительница Игр XXXI Олимпиады М. Мамун; серебряный призёр Игр XXXI Олимпиады Я. Кудрявцева; серебряный призёр Игр XXXII Олимпиады Д. Аверина и др.
6 февраля 2012 года была официально зарегистрирована как доверенное лицо кандидата в Президенты Российской Федерации действующего на тот момент Премьер-министра Владимира Путина.
В 2013 году в Национальном государственном университете физической культуры, спорта и здоровья имени П. Ф. Лесгафта в Петербурге защитила докторскую диссертацию на тему «Интегральная подготовка в художественной гимнастике», доктор педагогических наук.
6 февраля 2016 года была избрана в Высший совет партии «Единая Россия».
В марте 2023 года была отстранена на два года Международной федерацией гимнастики из-за предполагаемого ответного снятия кандидатуры Натальи Кузьминой на выборах 2021 года в Технический комитет FIG по художественной гимнастике, публичных заявлений в СМИ после поражения сборной России по художественной гимнастике на Олимпийских играх в Токио-2020, признанных оскорбительными и из-за нарушения Правил FIG (Международной федерации гимнастики), а также отказа Ответчиков должным образом сотрудничать со следствием. Ирина Винер ранее получила предупреждение от Президентского бюро ФИЖ в 2008 году за публичные заявления, которые в то время считались нарушающими правила этики FIG. Стороны имеют право обжаловать решение в Апелляционном трибунале GEF в течение 21 дня с момента уведомления о решении. В конце ноября 2023 года апелляционный трибунал Фонда гимнастической этики (GEF) оставил в силе двухлетнее отстранение президента Всероссийской федерации художественной гимнастики Ирины Винер (с 6 марта 2023 по 5 марта 2025 гг.) и объявил Федерацию спортивной гимнастики России ответственной за действия Федерации художественной гимнастики России и её членов. Стороны имеют право обжаловать это решение в Спортивном арбитражном суде в течение 21 дня с момента уведомления.
12 февраля 2025 года Виннер заявила, что покинула пост главного тренера сборной России по художественной гимнастике.

### Личная жизнь
Родители — народный художник Узбекистана, член Академии художеств Александр Ефимович Винер (1922—1992), участник Великой Отечественной войны, и врач-отоларинголог Зоя Зиновьевна Винер (1926—2018). Брат — Борис Винер.
С 1992 года была замужем за Алишером Усмановым, владельцем холдинга «Металлоинвест». Официальный брак продлился 30 лет, однако по утверждению Винер, фактически они прожили вместе 44 года. Усманов подарил Ирине Винер виллу в хорватском городе Оребич, она использовалась как база для летних сборов сборной России по художественной гимнастике.
От первого брака у Винер есть сын Антон (Натан, род. 1973), владелец сети солярий-клубов и салонов красоты «Сан и Сити», а также сети ресторанов «Урюк». Четверо внуков — Даниил, Леонид, Эйтан, Зоя.
4 мая 2022 года Алишер Усманов подал на развод с супругой после 30 лет брака. В июле стало известно, что развод оформлен в ЗАГСе. В августе 2022 года Ирина Александровна сообщила, что вернулась к прежней фамилии — Винер.

## Спортивные методы
Ирина Винер известна жестокими методами работы со спортсменами. Гимнастка Амина Зарипова вспоминала, что на чемпионате мира 1993 года Винер порвала ей мочку уха. В 2017 году вышел документальный фильм «За пределом», повествующий о подготовке Маргариты Мамун к Олимпиаде, в который вошли кадры общения спортсменки с Винер. В одной из сцен Винер грубо отчитывает Мамун за неудачное выступление на предолимпийском чемпионате мира, называя её «полным говном», «тупой коровой», «свиньей» и посылает её «нахер». Также Винер использовала тяжёлую болезнь отца Мамун для её мотивации на выступлениях.
В 2020 году гимнастка Каролина Севастьянова отмечала, что методы Винер могут некрасиво выглядеть со стороны, но приносят результаты. В 2021 году спортивный комментатор Геннадий Орлов в эфире «Эха Москвы» применительно к Винер заявил, что тренер «не может разговаривать с детьми на лагерном сленге». В 2023 году олимпийская чемпионка по художественной гимнастике Анастасия Татарева подтвердила жёсткость Винер, но отметила, что та использует «метод кнута и пряника». В апреле 2024 заслуженный тренер СССР по фигурному катанию Татьяна Тарасова поддержала методы Винер. В мае 2024 года блогер Витя Кравченко выпустил интервью с Мамун, которая высоко оценила Винер с точки зрения достижения спортивных результатов, но осудила её жестокость по отношению к спортсменкам и заявила, что не поддерживает физическое и психологическое насилие. В ответ на ролик Винер назвала Кравченко иностранным агентом (хотя у него нет этого статуса) и заявила, что Мамун и другие российские гимнастки получают лучшие условия в мире и «таков её метод» подготовки.

## Санкции
9 мая 2022 года, на фоне вторжения России на Украину, Винер попала в санкционный список Латвии, власти внесли её в список нежелательных лиц Латвии, ей запрещён въезд в страну. 19 октября 2022 попала под санкции Украины, как супруга Алишера Усманова и член высшего совета партии Единая Россия.
13 июня 2025 года внесена в санкционный список Канады лиц, которые по данным «Фонда борьбы с коррупцией», поддерживали нападение на Украину, либо извлекали выгоду от войны. Ранее «Фонд борьбы с коррупцией» внёс Винер в список коррупционеров и разжигателей войны, отмечая что она «является активным сторонником Путина на арене спорта и активно поддерживает политический режим с помощью спорта в пропагандистских целях».

## Застройка в Москве и Московской области
- Авторский проект Ирины Винер Спортивно-жилой комплекс «Олимпийская деревня Новогорск».
- 18 июня 2019 года в Москве на территории Олимпийского комплекса «Лужники» открылся «Дворец гимнастики Ирины Винер-Усмановой»[40][41][42].

### Скандал вокруг застройки природоохранной зоны
Сын Ирины Винер Антон владеет компанией-застройщиком, которая с лета 2011 года возводит в природоохранной зоне реки Сходни, несмотря на отсутствие, по данным журналиста Александра Минкина, разрешительной документации и наличие предписаний об устранении нарушений законодательства от Федерального агентства водных ресурсов и Природоохранной прокуратуры Московской области, ряд объектов капитального строительства, включая здания Международной академии спорта Ирины Винер и несколько элитных 17-этажных жилых домов.
В июле 2013 года председатель совета директоров компании-застройщика «Химки Групп» Давид Паньков на сайте радиостанции «Эхо Москвы» пояснил, что Ирина Винер имеет прямое отношение только к одному объекту в микрорайоне Новогорск — «Международной академии спорта Ирины Винер», возводимому на деньги её мужа Усманова, на участке, ранее предоставленном ей бывшим губернатором Московской области Борисом Громовым. Рядом, в 3 км, на берегу реки Сходни структурами Усманова строятся жилые дома, ранее этой стройкой занимался Антон Винер. Паньков опубликовал ряд разрешительных документов на вырубку деревьев в пойме реки и ведение строительства (от июня 2013 года). Со слов Панькова, существует договорённость о том, что будущие жители многоэтажных домов в Новогорске смогут пользоваться инфраструктурой Олимпийской деревни.

## Общественная деятельность
3 марта 2011 года подписала письмо пятидесяти пяти о справедливости приговора по делу ЮКОСа: «Я не могу сказать вам ничего по поводу Ходорковского. Я не вникала в его дело. Но я прекрасно понимаю, что такие капиталы, которые были у него, ещё плюс возможности… Он хотел потратить эти капиталы на реализацию своих предвыборных амбиций»
В марте 2017 года стала членом Общественной палаты по президентской квоте.
В марте 2024 года резко осудила спортсменов, которые будут участвовать в Летних Олимпийских играх 2024 года под нейтральным флагом, назвав их «командой бомжей без флага, гимна и болельщиков».

## Награды

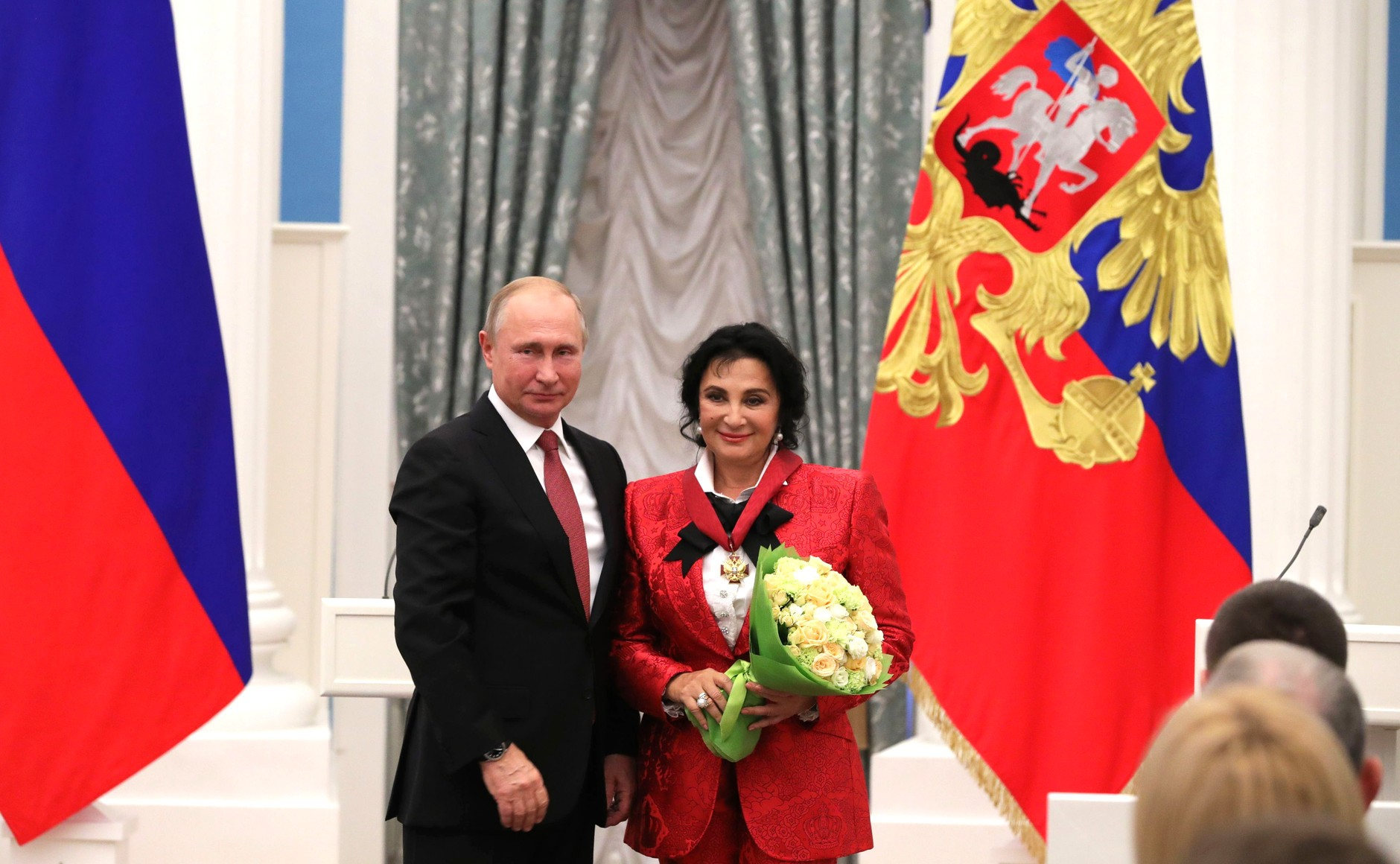
Награждение Орденом «За заслуги перед Отечеством» II степени, 27 ноября 2018 года

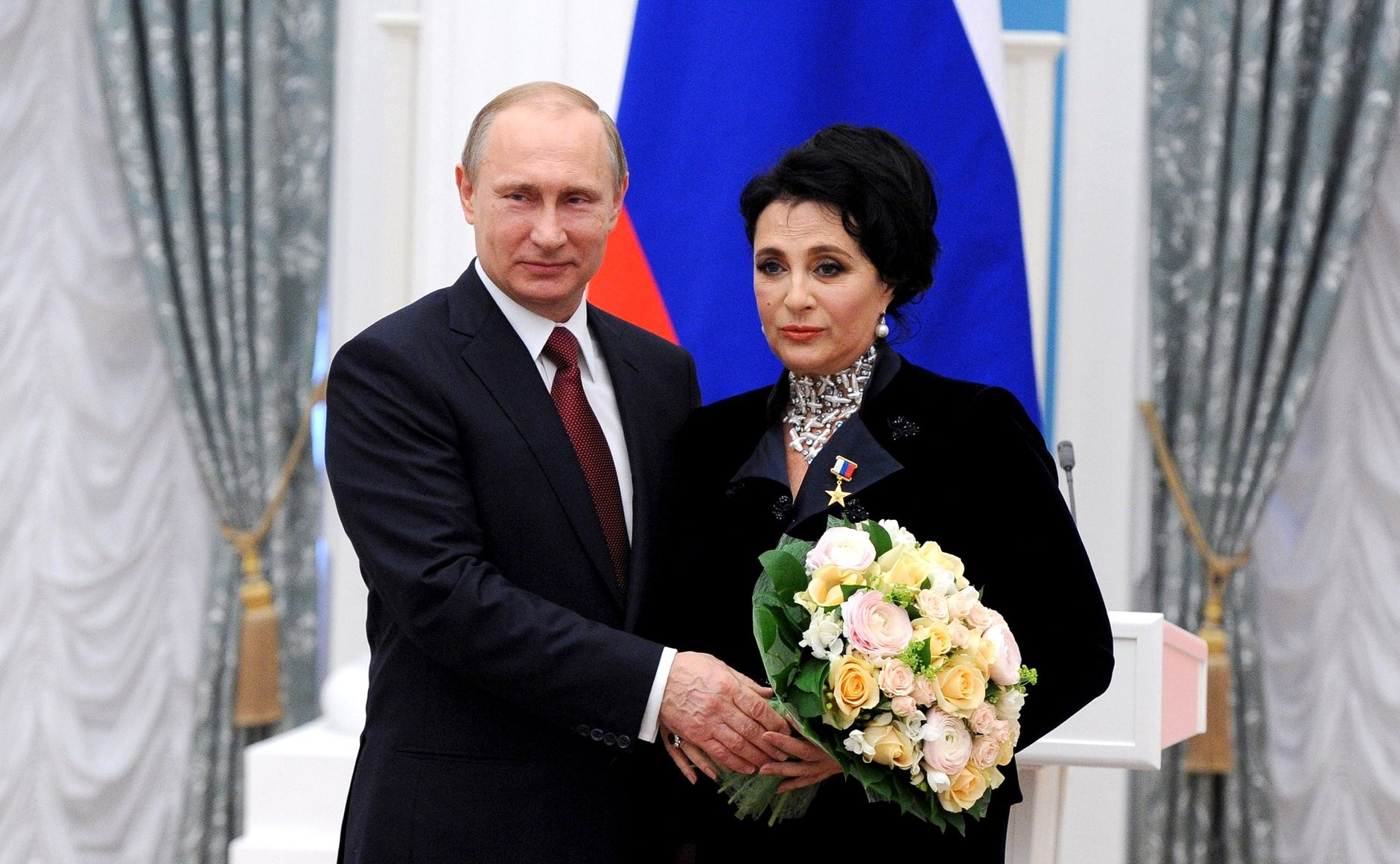
Награждение медалью «Герой Труда Российской Федерации», 1 мая 2015 года

- Герой Труда Российской Федерации (28 апреля 2015) — за особые трудовые заслуги перед государством и народом[50]
- Орден «За заслуги перед Отечеством» I степени (20 июля 2023) — за заслуги перед государством, большой вклад в развитие физической культуры и спорта[51]
- Орден «За заслуги перед Отечеством» II степени (16 июля 2018) — за выдающийся вклад в развитие физической культуры и спорта, многолетнюю добросовестную работу[52]
- Орден «За заслуги перед Отечеством» III степени (29 декабря 2008) — за выдающийся вклад в развитие физической культуры и спорта[53]
- Орден «За заслуги перед Отечеством» IV степени (24 августа 2005) — за большой вклад в развитие физической культуры и спорта, высокие спортивные достижения на Играх XXVIII Олимпиады 2004 года в Афинах[54]
- Орден Почёта (9 июня 2001) — за большой вклад в развитие физической культуры и спорта, высокие спортивные достижения на Играх XXVII Олимпиады 2000 года в Сиднее[55]
- Орден Дружбы (2 февраля 2013) — за успешную подготовку спортсменов, добившихся высоких спортивных достижений на Играх XXX Олимпиады 2012 года в городе Лондоне (Великобритания)[56]
- Знак отличия «За благодеяние» (18 мая 2017) — за успешную подготовку спортсменов, добившихся высоких спортивных достижений на Играх XXXI Олимпиады 2016 года в городе Рио-де-Жанейро (Бразилия)[57]
- Орден «Дружба» (Азербайджан, 31 июля 2018) — за заслуги в укреплении связей в области спорта между Азербайджанской Республикой и Российской Федерацией[58][59]
- Олимпийский орден (серебро) (19 июля 2015) — в знак признания выдающихся заслуг в мировом спортивном движении и преданности олимпийским идеалам[60]
- Заслуженный работник физической культуры Российской Федерации (6 января 1997) — за заслуги перед государством и высокие спортивные достижения на XXVI летних Олимпийских играх 1996 года[61]
- Почётная грамота Президента Российской Федерации (30 июля 2008) — за заслуги в развитии физической культуры и спорта и многолетнюю добросовестную работу[62]
- Благодарность Президента Российской Федерации (1 июля 2022) — за обеспечение успешной подготовки спортсменов, добившихся высоких спортивных достижений на Играх XXXII Олимпиады и XVI Паралимпийских летних играх 2020 года в городе Токио (Япония)[63]
- Почётный знак «За заслуги в развитии физической культуры и спорта» (30 июля 2013) — за выдающийся вклад в повышение авторитета российского спорта на международной арене и активную общественную деятельность[64]
- Лауреат Национальной премии общественного признания достижений женщин «Олимпия» Российской Академии бизнеса и предпринимательства[65] в 2005 году.
- Лауреат премии Федерации еврейских общин России «Человек года» (2007).
- Лауреат премии Владимира Высоцкого «Своя колея» (2008).
- Премия имени Гейдара Алиева (Всероссийский азербайджанский конгресс, 2015)[66].
- Медаль Николая Озерова (Министерство спорта Российской Федерации, 6 апреля 2018 года) — за пропаганду физической культуры и спорта[67]
- Почётный гражданин Московской области (16 августа 2018)[68]